# Sforza

Ätten Sforzas vapen.

Sköld med Milanos vapen, 1800-tal. Livrustkammaren.

Sforza är en fortlevande dynasti i Italien, vars äldsta säkerställda förfader Muzio Attendolo (1369–1424), enligt vissa källor, var en bondson som gjorde karriär i armén. 
Tillsammans med släkterna Medici, Borghese, Borgia och Visconti, vilka de har invecklade släktskapsförbindelser med, har Sforza varit en av Europas mäktigaste släkter från renässansen, och har gift in sig i bland andra Spaniens och Polens kungahus. Ludovico Sforza, kallad Il Moro ("moren", 1451–1508), har kommit att förknippas med grymhet, komplotter, intriger, då Niccolò Machiavelli beskyllde honom för att sätta sin egen själviskhet framför Roms bästa. Om hans far Francesco I Sforza (1401–1465), hade Machiavelli dock mycket höga tankar. Dessa båda är några av de viktigaste män som format begreppet renässansfurste.
Släkten har även blivit känd som Leonardo da Vincis mecenater. 
Lista över hertigar i Milano, under ätten Sforza:
- Francesco I Sforza 1450–1466
- Galeazzo Maria Sforza 1466–1476
- Gian Galeazzo Sforza 1476–1481
- Ludovico il Moro Sforza 1481–1508
- Massimiliano Sforza 1508–1515
- Francesco II Sforza 1522–1535